# Olav Bjørnstad
Olav T. Bjørnstad, norveški veslač, * 16. december 1882, † 13. junij 1963.
Bjørnstad je za Norveško nastopil kot krmar na Poletnih olimpijskih igrah 1912 v Stockholmu, kjer je s četvercem s krmarjem široke gradnje osvojil bronasto medaljo.